# György Bródy
György Bródy (Budapest, 21 de julio de 1908 † 5 de agosto de 1967, Johannesburgo) fue un jugador húngaro de waterpolo.

## Biografía
Es considerado el mejor portero de waterpolo del mundo de la década de 1930.

## Clubes
- III. Kerületi Vivó Egylet

## Títulos
Como jugador de waterpolo de la selección de Hungría
- Oro en los juegos olímpicos de Berlín 1936.
- Oro en el campeonato europeo de Magdeburgo de 1934.
- Oro en los juegos olímpicos de Los Ángeles 1932.
- Oro en el campeonato europeo de París de 1931.